# Guspini
Guspini – miejscowość i gmina we Włoszech, w regionie Sardynia, w prowincji Sud Sardegna. Graniczy z Arbus, Gonnosfanadiga, Pabillonis, San Gavino Monreale, San Nicolò d’Arcidano i Terralba.
Według danych na rok 2004 gminę zamieszkiwało 12 676 osób, 72,9 os./km².